# Jorge Valdano
Jorge Alberto Francisco Valdano Castellanos (født 4. oktober 1955 i Las Parejas, Argentina) er en tidligere argentinsk fodboldspiller og senere træner, der som angriber på det argentinske landshold var med til at vinde guld ved VM i 1986. Her scorede han det ene mål i finalesejren på 3-2 over Vesttyskland. På klubplan optrådte Valdano for den argentinske Primera División de Argentina-klub Newell's Old Boys, inden han prøvede lykken i Spanien. Her var han over en periode på 13 år tilknyttet klubberne Alavés, Real Zaragoza og Real Madrid.
Efter at have indstillet sin aktive karriere blev Valdano træner. Han stod i 1990'erne i spidsen for de spanske klubber CD Tenerife, Real Madrid og Valencia CF.